# Franz Wieland
Franz Sales Joseph Philipp Wieland (* 11. März 1872 in Rottweil; † 4. Januar 1957 in Tübingen) war ein deutscher Kirchenhistoriker und Bibliothekar.

## Leben
Er studierte seit 1890 an der Philosophisch-Theologischen Hochschule Dillingen. Am 21. Juli 1894 wurde er zum Priester geweiht. Nach der Promotion an der Universität München 1897, wo er Philosophie, Theologie und Archäologie studiert hatte, war er seit 1899 Subregens und Dozent für Einführung in die Theologie am Lyzeum und Priesterseminar in Dillingen an der Donau. Er wurde 1913 wissenschaftlicher Hilfsarbeiter an der Universitätsbibliothek Tübingen. Erst 1922 bekam er eine Planstelle als Bibliothekar. 1937 schied er als Oberbibliothekar aus dem Dienst.
Drei seiner theologischen Schriften wurden per Dekret der Glaubenskongregation 1911 auf den Index gesetzt: Mensa und Confessio. Studien über den Altar der altchristlichen Liturgie. I. Der Altar der vorkonstantinischen Kirche sowie Die Schrift Mensa und Confessio und P. Emil Dorsch S.J. in Innsbruck. Eine Antwort und Der vorirenäische Opferbegriff.

## Schriften (Auswahl)
- Die genetische Entwicklung der sog. Ordines Minores in den drei ersten Jahrhunderten. Rom 1897, OCLC 1000940374.
- Ein Ausflug ins altchristliche Afrika. Zwanglose Skizzen. Stuttgart 1900, OCLC 230707549.
- Der vorirenäische Opferbegriff. München 1909, OCLC 64693165.
- Altar und Altargrab der christlichen Kirchen im 4. Jahrhundert. Neue Studien über den Altar der altchristlichen Liturgie. Leipzig 1912, OCLC 1864499.